# Constante dieléctrica
La constante dieléctrica o permitividad relativa ({\displaystyle \varepsilon _{r}}) de un medio continuo es una propiedad macroscópica de un medio dieléctrico relacionado con la permitividad eléctrica del medio. En comparación con la velocidad de la luz, la rapidez de las ondas electromagnéticas en un dieléctrico es:
| Símbolo                          | Nombre                           |
| -------------------------------- | -------------------------------- |
| {\displaystyle c}                | Velocidad de la luz del vacío    |
| {\displaystyle u}                | Velocidad                        |
| {\displaystyle \varepsilon _{r}} | Permitividad relativa            |
| {\displaystyle \mu _{r}}         | Permeabilidad magnética relativa |

La constante dieléctrica es una medida de la permitividad estática relativa de un material, que se define como la permitividad absoluta dividida por la constante dieléctrica.
El nombre proviene de los materiales dieléctricos, que son materiales aislantes, no conductores por debajo de una cierta tensión eléctrica llamada tensión de ruptura. El efecto de la constante dieléctrica se manifiesta en la capacidad total de un condensador eléctrico. Cuando entre los conductores cargados o placas que lo forman se inserta un material dieléctrico diferente del aire (cuya permitividad es prácticamente la del vacío), la capacidad de almacenamiento de la carga del condensador aumenta. De hecho, la relación entre la capacidad inicial Ci y la final Cf vienen dada por la constante dieléctrica:

{\displaystyle \varepsilon _{r}={\frac {C_{f}}{C_{i}}}={\frac {\varepsilon }{\varepsilon _{0}}}=(1+\chi _{e})}

Donde ε es la permitividad eléctrica del dieléctrico que se inserta, que depende de {\displaystyle \chi _{e}}, que es su susceptibilidad eléctrica.
Además el valor de la constante dieléctrica {\displaystyle \varepsilon \,} de un material define el grado de polarización eléctrica de la substancia cuando ésta se somete a un campo eléctrico exterior. El valor de K es afectado por muchos factores, como el peso molecular, la forma de la molécula, la dirección de sus enlaces (geometría de la molécula) o el tipo de interacciones que presente.
Cuando un material dieléctrico remplaza el vacío entre los conductores, puede presentarse la polarización en el dieléctrico, permitiendo que se almacenen cargas adicionales.
La magnitud de la carga que se puede almacenar entre los conductores se conoce como capacidad eléctrica, y ésta depende de la constante dieléctrica del material existente entre los conductores, el tamaño, así como de la forma y la separación de los mismos.

## Medición de la constante dieléctrica de los materiales
La constante dieléctrica relativa \( \varepsilon_r \) de un material es el cociente entre su permitividad \( \varepsilon \) y la permitividad del vacío \( \varepsilon_0 \):  
\[
\varepsilon_r = \frac{\varepsilon}{\varepsilon_0}
\]
Una forma experimental de determinarla consiste en medir la capacidad de un condensador plano en dos condiciones distintas:  
1. Inicialmente en el vacío, obteniendo una capacidad \( C_i \) (o en aire seco, si se tolera un pequeño margen de error, ya que su permitividad es cercana a la del vacío).  
2. Luego se introduce el material dieléctrico entre las placas del mismo condensador, manteniendo la misma distancia entre ellas, y se mide la nueva capacidad \( C_f \).  
Entonces, la constante dieléctrica relativa se calcula mediante la fórmula:  

{\displaystyle \varepsilon _{r}={\frac {C_{f}}{C_{i}}}}

Esta relación se fundamenta en el hecho de que la capacidad de un condensador es directamente proporcional a la permitividad del medio entre sus placas. Cuando se inserta un dieléctrico, la ca

## Factores de disipación y pérdidas dieléctricas
Cuando aplicamos una corriente alterna a un dieléctrico perfecto, la corriente adelantará al voltaje en 90°, sin embargo debido a las pérdidas, la corriente adelanta el voltaje en solo 90°-δ, siendo δ el ángulo de pérdida dieléctrica.
Cuando la corriente y el voltaje están fuera de fase en el ángulo de pérdnoportida dieléctrica se pierde energía o potencia eléctrica generalmente en forma de calor.
El factor de disipación está dado por FD=Tan δ y el factor de pérdida dieléctrica es FP=K Tan δ.

## Constante dieléctrica para diferentes materiales
| Material Dieléctrico | K       |
| -------------------- | ------- |
| Vacío                | 1,0     |
| Aire                 | 1,00051 |
| Teflón               | 2,1     |
| Polietileno(CH2CH2)n | 2,25    |
| C6H6                 | 2,28    |
| PaET ((C10H8O4)n)    | 3,1     |
| SiO2                 | 3,9     |
| Papel                | 4 - 6   |
| Acetáto de celulosa  | 1.3     |
| Al2O3                | 5,9     |
| H2O                  | 78,5[1] |
| TiO3                 | 100     |
| BaTiO3               | 100[2]  |
| PMN                  | 10000   |